# Stephen Kim Sou-hwan
Stephen Kim Sou-hwan, južnokorejski rimskokatoliški duhovnik, škof in kardinal, * 8. maj 1922, Taegu, † 16. februar 2009.

## Življenjepis
15. septembra 1951 je prejel duhovniško posvečenje.
15. februarja 1966 je bil imenovan za škofa Masana; 31. maja istega leta je prejel škofovsko posvečenje.
9. aprila 1968 je bil imenovan za nadškofa Seoula.
28. aprila 1969 je bil povzdignjen v kardinala in imenovan za kardinal-duhovnika S. Felice da Cantalice a Centocelle.
Upokojil se je 3. aprila 1998.